# Pescado estilo maldivo

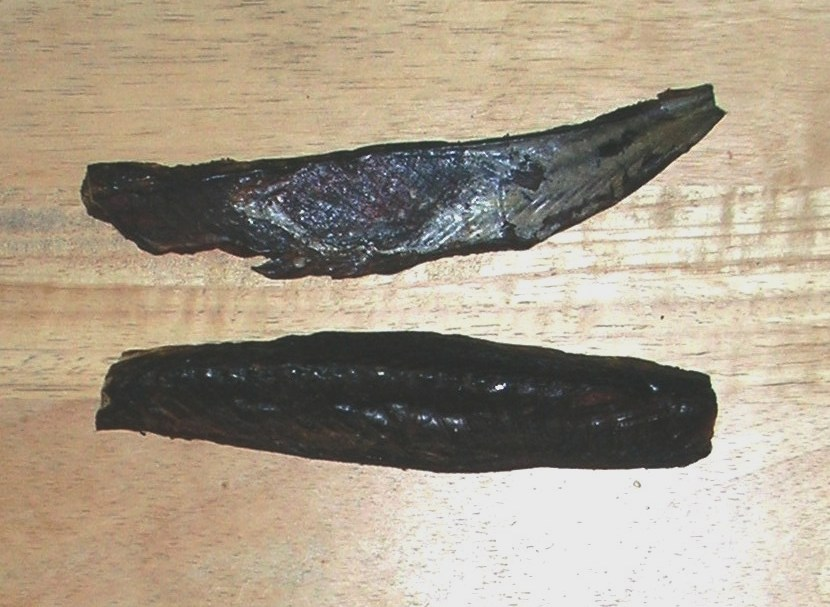
Dos piezas (ari) de pescado curado al estilo maldivo.

El pescado estilo maldivo (en dhivehi: ވަޅޯމަސް) es un proceso de curado del pescado, generalmente atún, que se practica de manera tradicional en las Islas Maldivas, en el océano Índico. Se trata de un elemento básico de la cocina de las Maldivas, la cocina de Sri Lanka, así como la cocina de los estados y territorios del sur de la India, como las Laquedivas, Kerala y Tamil Nadu, y en el pasado fue una de las principales exportaciones de Maldivas a Sri Lanka, donde se conoce como masikaruvadu (மாசி கருவடு) o umbalakaḍa (උම්බලකඩ).
La abundante producción marina alrededor de los atolones de las Maldivas y las Laquedivas (India) produce muchos pescados pelágicos como el atún listado el atún de aleta amarilla, el atún chico y la caballa del Índico. Todos estos peces se han procesado tradicionalmente como fuente principal de alimentos y de ingresos para las Maldivas.

## Método de curado
En una buena noche, dado un gran cardumen de bonito, los pescadores, usando simples cañas de bambú, pescan entre 600 y 1.000 peces en dos o tres horas, un promedio de uno por minuto.
Cada pez es destripado, desollado y cortado siguiendo un método tradicional. Las branquias y algunas de las entrañas se tiran a la basura. Se retiran la cabeza y la columna vertebral y se separa la pieza del vientre. Luego el pez se divide en cuatro piezas longitudinales llamadas ari. Estas piezas largas se pueden cortar en secciones más pequeñas (foti) en el caso de grandes atunes de aleta amarilla.
A continuación, estos trozos de atún se procesan mediante ebullición, ahumado y secado al sol hasta que adquieren el color y la apariencia de la madera. Al secarse de esta manera, el pescado puede mantenerse indefinidamente sin refrigeración. Esto era importante en el pasado, cuando no había otra forma de preservar y almacenar el pescado.

## Productos derivados
Históricamente, el pescado maldivo solía venderse en piezas (ari), un filete largo tan duro como un bloque de madera.
Las ari defectuosas se golpearon con un mortero y una mano de mortero (una pieza estándar de equipo de cocina local) hasta que se pulverizó en astillas finas. El producto resultante se usó tradicionalmente en la cocina maldiva para dar sabor a platos locales como el mas huni. El proceso de hacer pescado maldivo produce un subproducto llamado rihaakuru. Esto está hecho del remanente de caldo después de la ebullición del pescado.
El pescado estilo maldivo se usa ampliamente en la cocina maldiva en platos de curry, en el mas huni, el gulha o el bōkiba.

## Uso en cocina srilanquesa
Muchos platos de Sri Lanka, especialmente el curry de verduras, también incluyen pescado de Maldivas, que actúa como un componente espesante, saborizante y proteico. En otros platos se usa en cantidades tan pequeñas que el sabor es indetectable, aunque agrega un cierto matiz a la comida. El pescado maldivo es la versión en Sri Lanka de las pastas de camarones y las salsas de pescado del sudeste asiático.
Este atún en polvo se empaca hoy en día en pequeños paquetes de plástico, ya machacados o triturados. El pescado maldivo se usa en varios platos de Sri Lanka, a veces conservando su fuerte sabor como ingrediente principal, como en Sini Sambal, que se puede almacenar por tiempo indefinido en algún frasco hermético.